# Pylea-Chortiatis
Pylea-Chortiatis (tiếng Hy Lạp: ?) là một khu tự quản ở vùng Trung Makedonías, Hy Lạp. Khu tự quản Pylea-Chortiatis có diện tích 156 km², dân số theo điều tra ngày 18 tháng 3 năm 2001 là 49922 người.